# 雷正民
雷正民（1933年3月—），男，山西平遥人，生于太原，中国画家，曾任中国美术家协会书记处常务书记。